# Kazimierz Sichulski

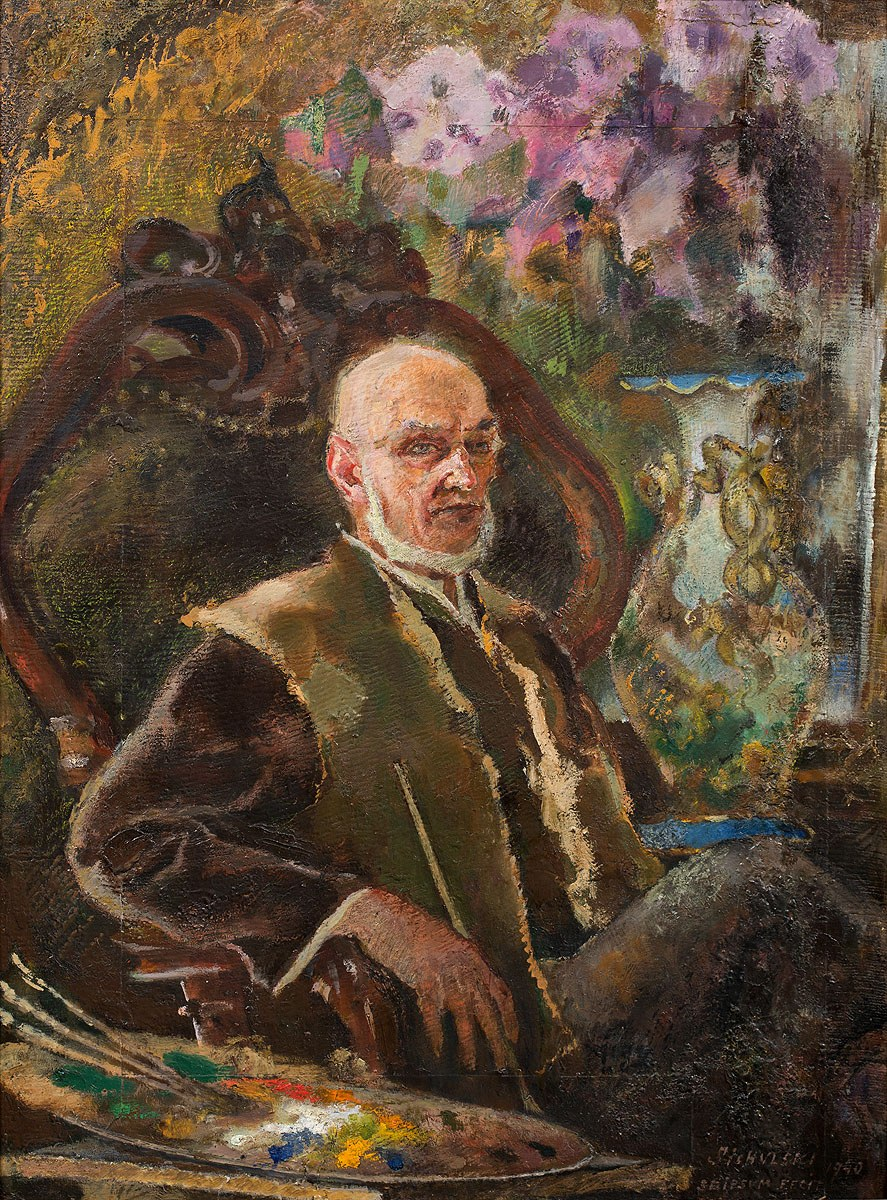
Autoportrét, 1940, olej na kartonu, 74 × 101 cm, soukromá sbírka

Kazimierz Sichulski (17. ledna 1879 Lvov – 6. listopadu 1942 tamtéž) byl polský malíř, litograf a karikaturista spojený s hnutím Mladé Polsko. Jeho práce byla součástí malířské sekce výtvarné soutěže na Letních olympijských hrách 1928.

## Život

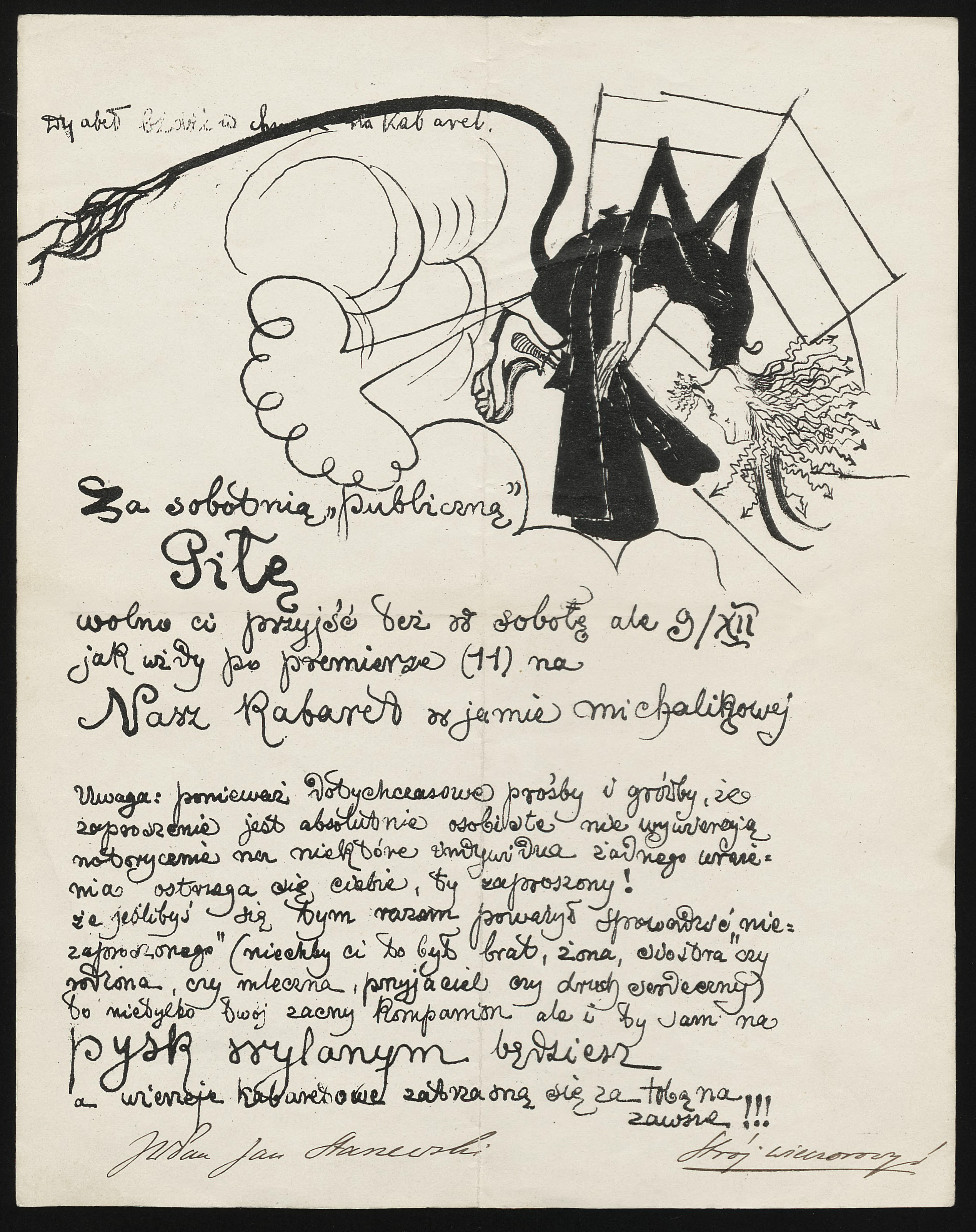
Pozvánka do kabaretu Zelený balón (před rokem 1913, Jagellonská knihovna)

Sichulski se narodil 17. ledna 1879 ve Lvově. Jeho otec byl železniční inženýr a zemřel, když byl Kazimierz ještě malé dítě.
Sichulski krátce studoval práva na univerzitě ve Lvově, ale po povinné službě v rakousko-uherské armádě se tam nevrátil. V letech 1900 až 1908 studoval na krakovské akademii výtvarných umění u Leona Wyczółkowského, Józefa Mehoffera a Stanisława Wyspiańského. Získal stipendium a pokračoval ve studiu v Římě, Mnichově a Paříži na Académie Colarossi. Oženil se s herečkou Bronisławou Rudlickou (1875–1920).
Jako malíř Sichulski debutoval v roce 1903 na výstavě Krakovské společnosti přátel výtvarného umění. Od té doby až do roku 1905 pracoval také jako karikaturista pro satirický časopis Liberum Veto. V roce 1905 se stal jedním ze zakládajících členů uměleckého kroužku kabaretu Zielony Balonik (Zelený balón) a vstoupil do Společnosti polských umělců Sztuka. Při návštěvě Vídně vstoupil do Hagenbundu a členem zůstal až do roku 1921.

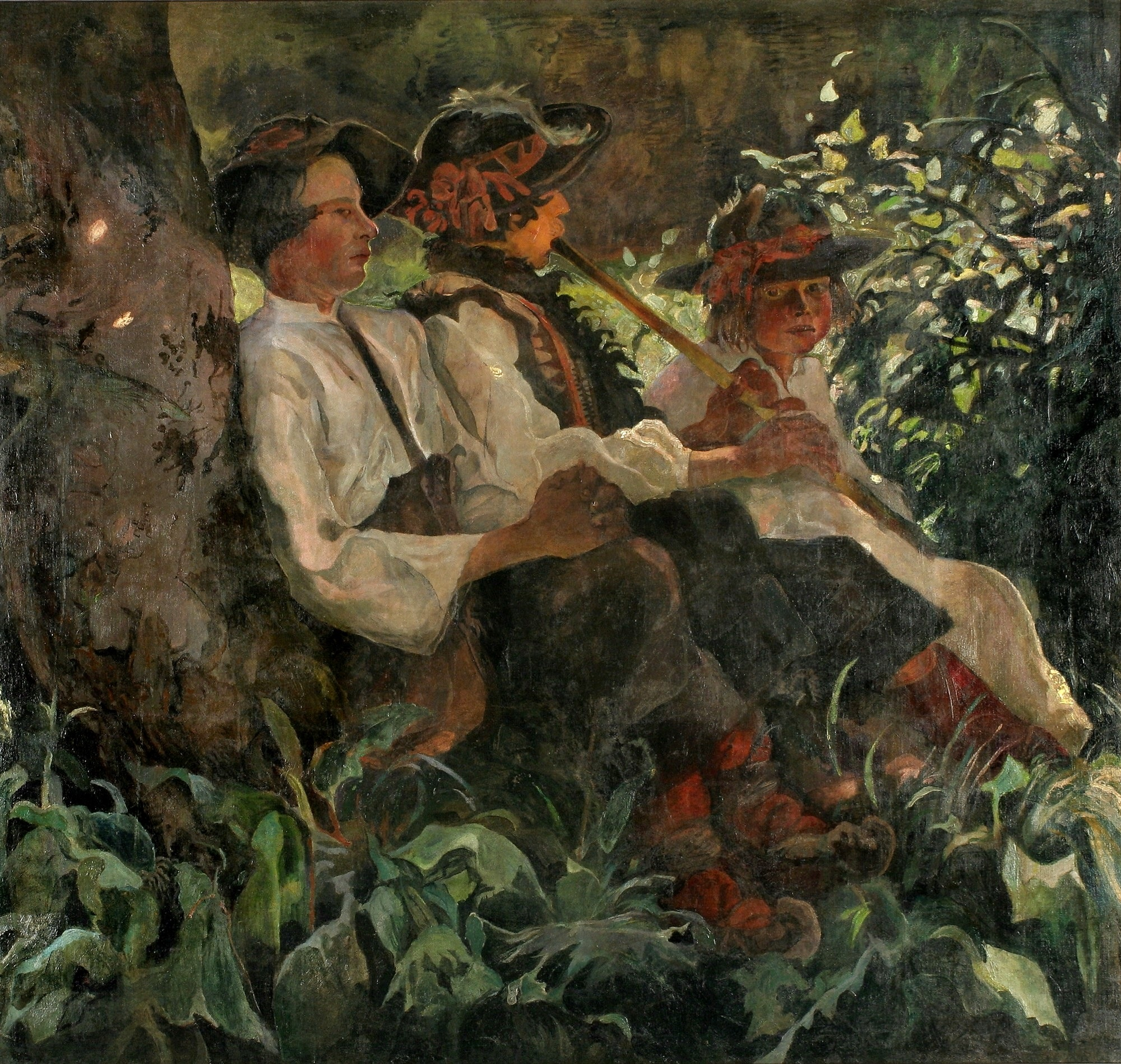
Neděle zobrazující život Huculů, 1907, olej na plátně, 138 × 149 cm, Národní muzeum ve Vratislavi

V roce 1905 Sichulski navštívil s některými kolegy umělci oblast, kde žijí Huculové. To vedlo k celoživotní fascinaci jejich kulturou a zvyky. Některé jeho nejznámější obrazy zobrazují jejich lidové kroje. Za 1. světové války bojoval v polských legiích jako velitel dělostřelecké čety. Pracoval také na Nejvyšším národním výboru a působil jako výtvarník u 3. praporu. Později se stal praporčíkem v rakouské armádě a sloužil na ministerstvu obrany. V roce 1916 skončilo jeho bezdětné manželství rozvodem a znovu se oženil do šlechtické rodiny.
V letech 1920 až 1930 byl Sichulski učitelem Státní průmyslové školy ve Lvově, pak v letech 1930 až 1939 učil na své alma mater v Krakově, kde se stal profesorem v roce 1937. V následujícím roce mu byla udělen Zlatý vavřín Polské akademie literatury za přínos polskému umění. Po okupaci Polska ztratil místo a jeho zdravotní stav se začal zhoršovat. Zemřel v listopadu 1942 doma ve Lvově na srdeční chorobu po krátkém pobytu v nemocnici.

## Ukázky

### Žánrové umění

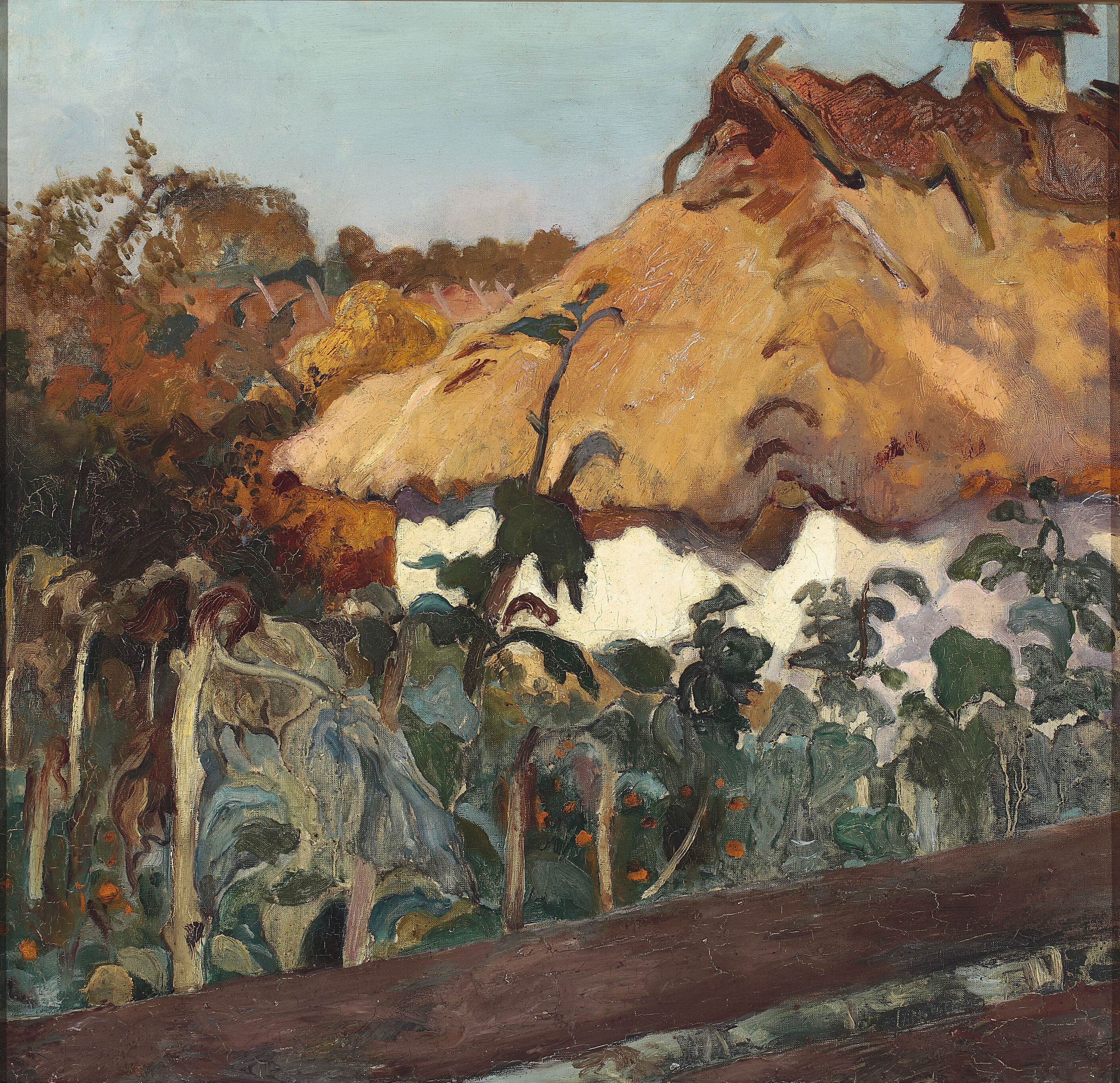
Chata, 1900, olej na plátně, 76 × 74 cm, Národní muzeum ve Varšavě
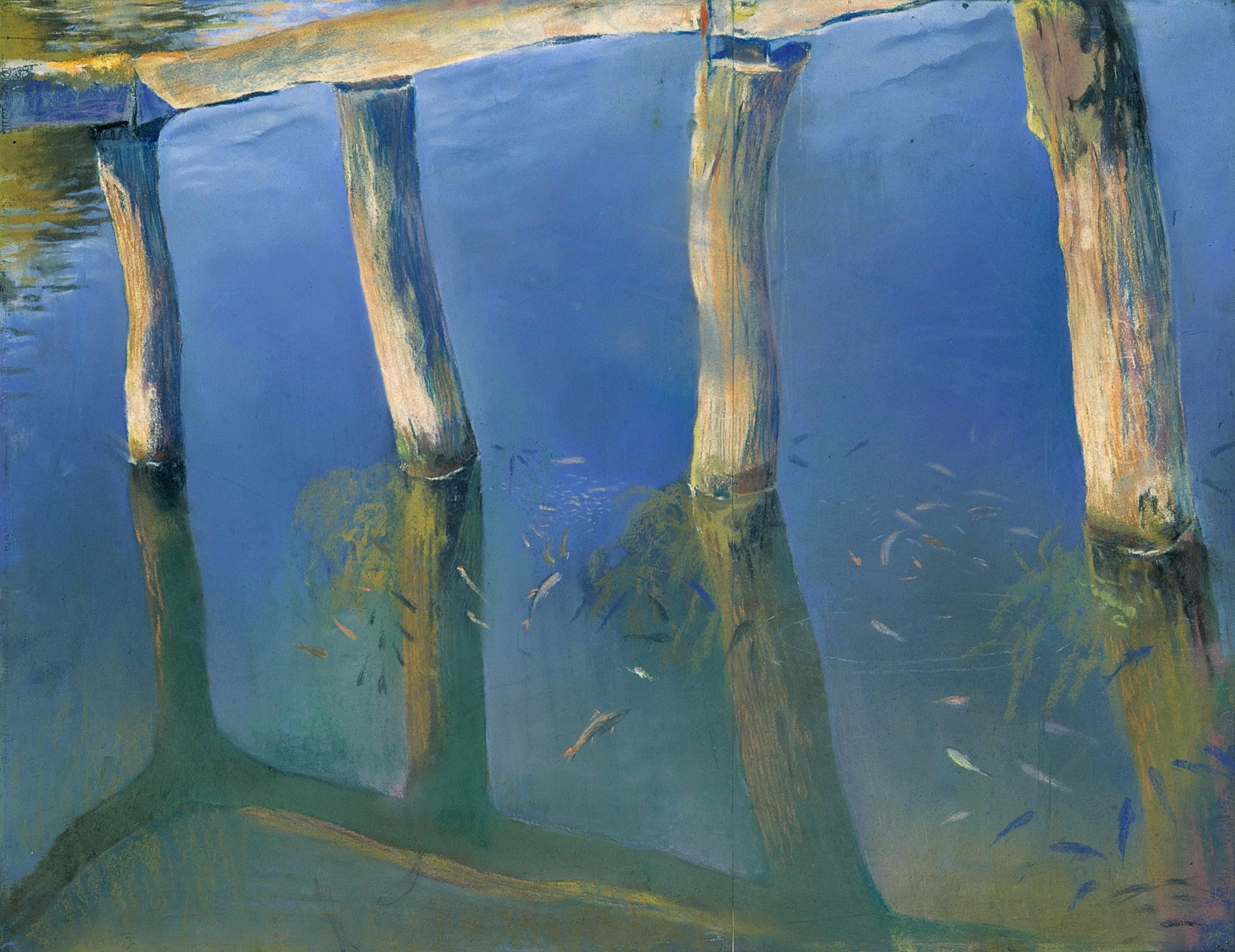
Ryby, 1908, pastel na kartonu, 82 × 63 cm, Národní muzeum v Poznami
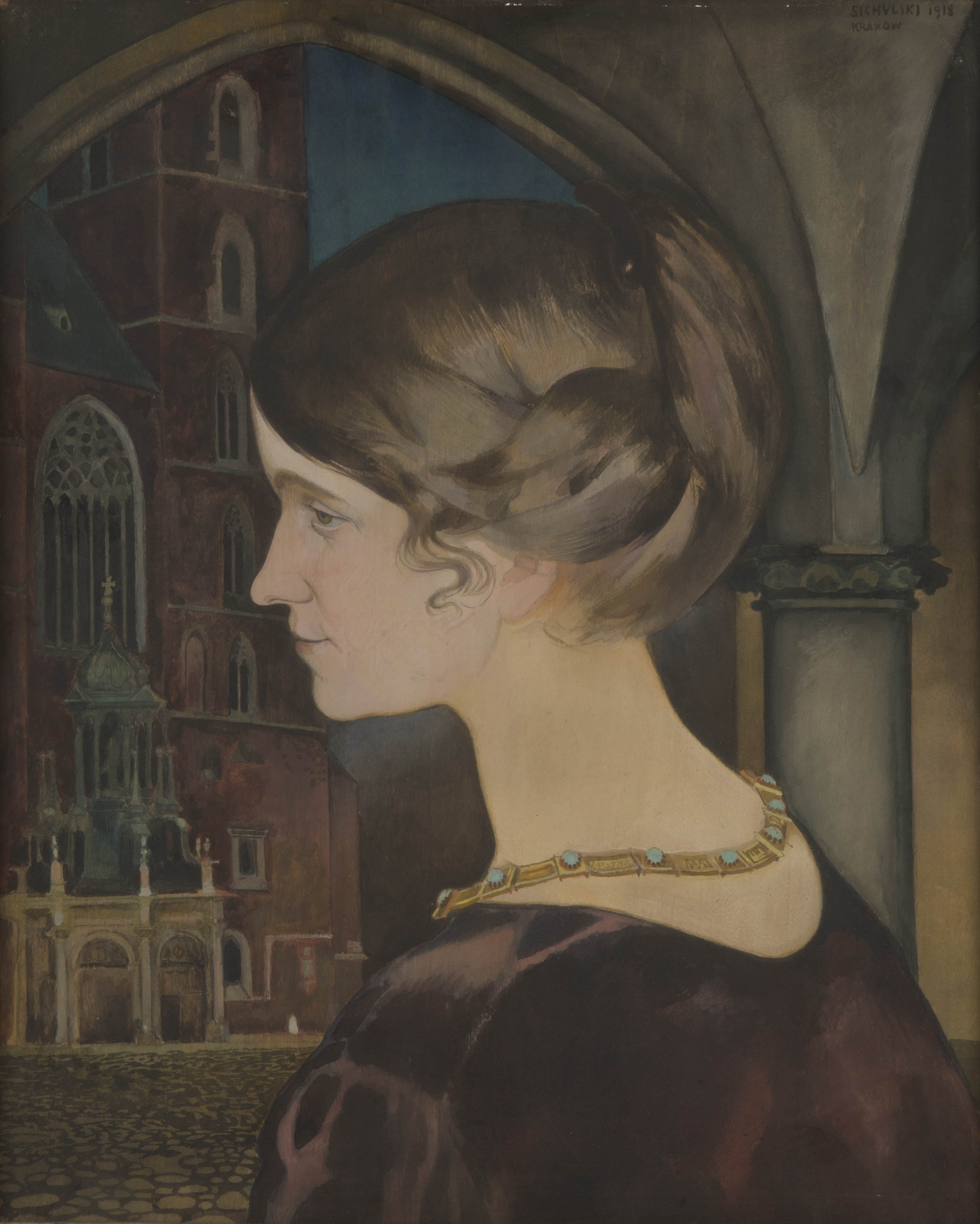
Portrét Marie Sobolewské, 1918, tempera na dřevě, 45 × 37 cm, Národní muzeum v Krakově
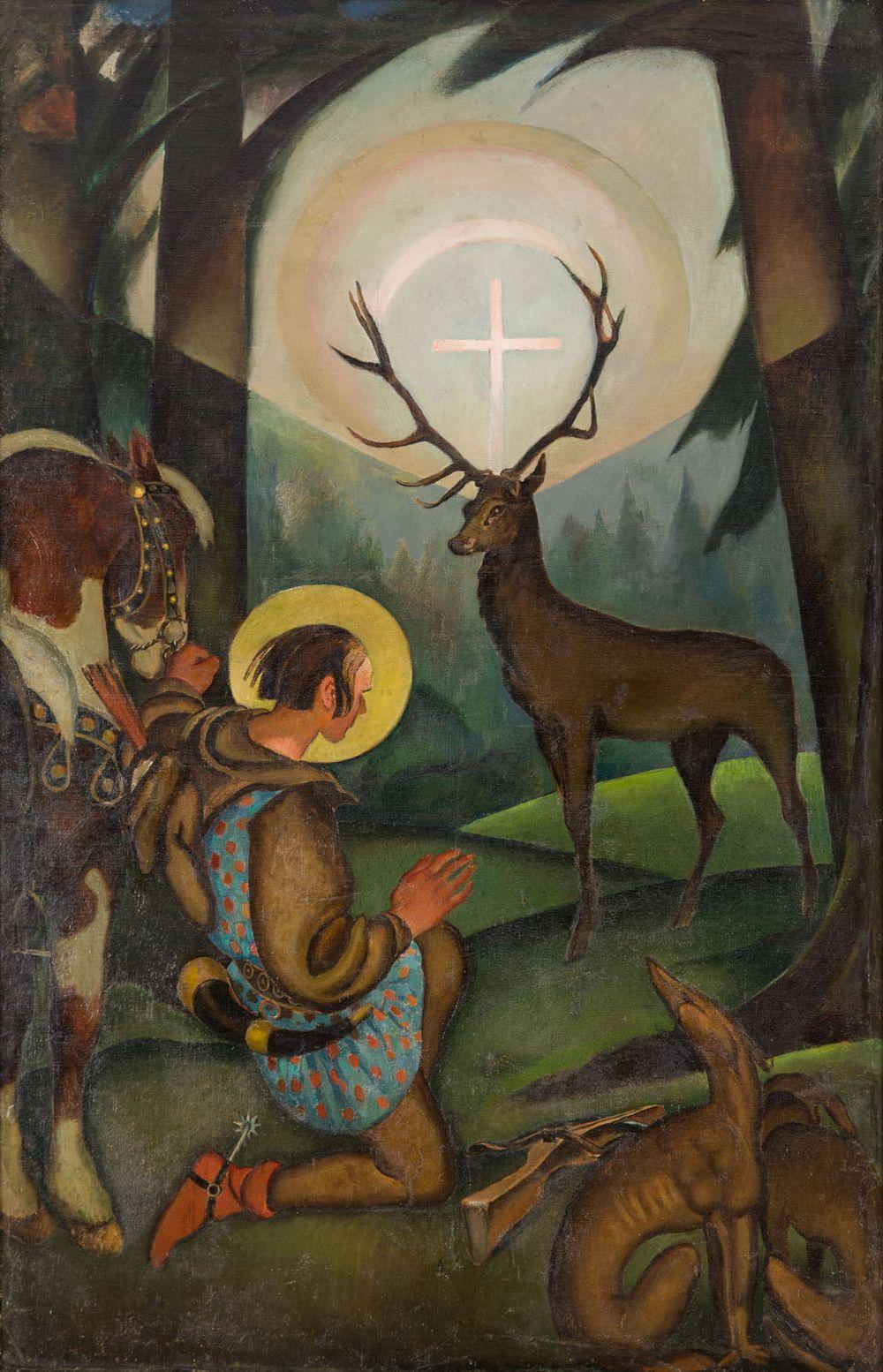
Vidění sv. Huberta, 20. léta 20. století, olej na plátně, 154 x 104 cm, soukromá sbírka
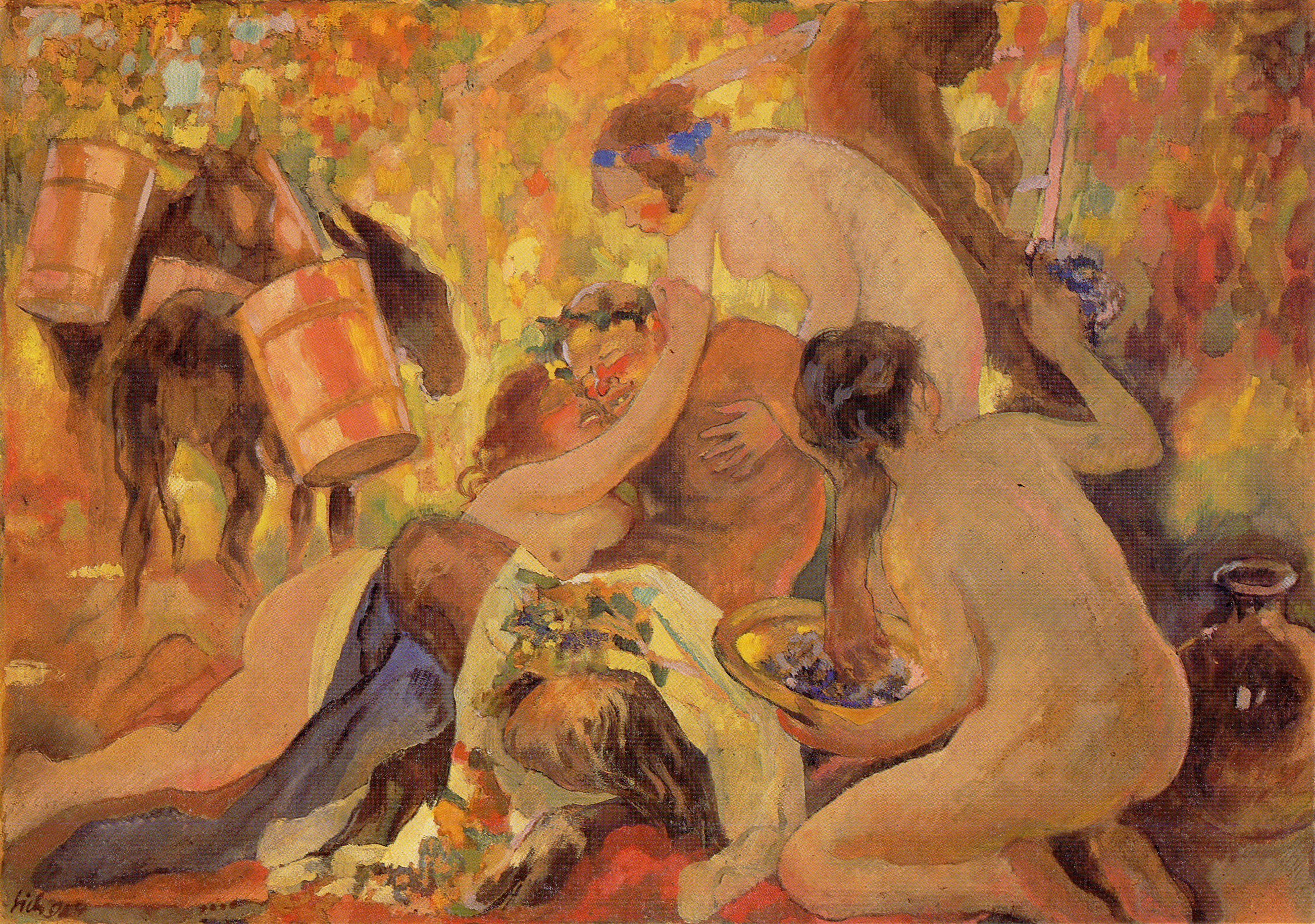
Bakchanálie, 1924, tempera na kartonu, 69 × 98 cm, Lvovská národní galerie umění
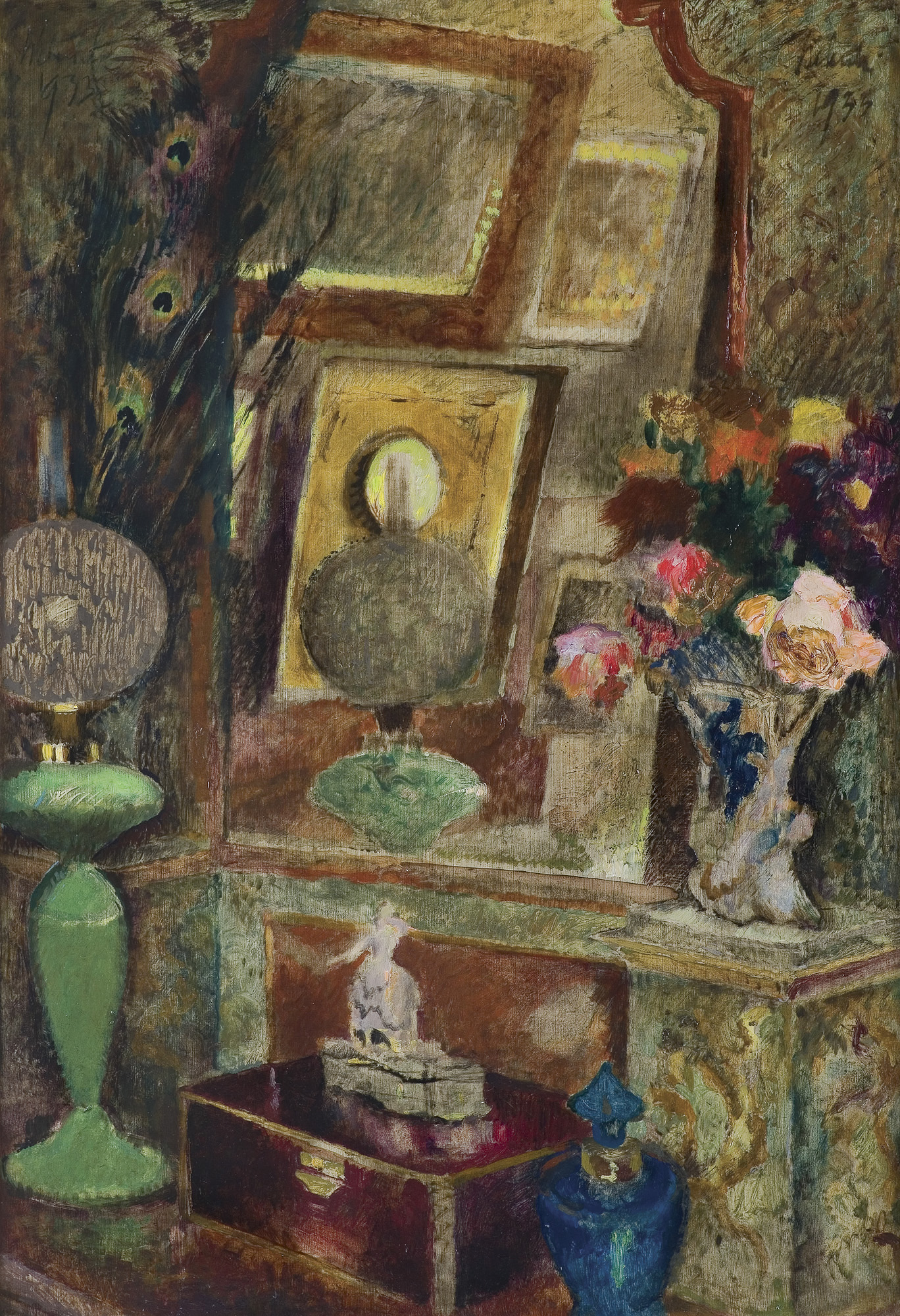
Můj ateliér (zátiší), 1933, olej na překližce, 105 cm × 72 cm, soukromá sbírka
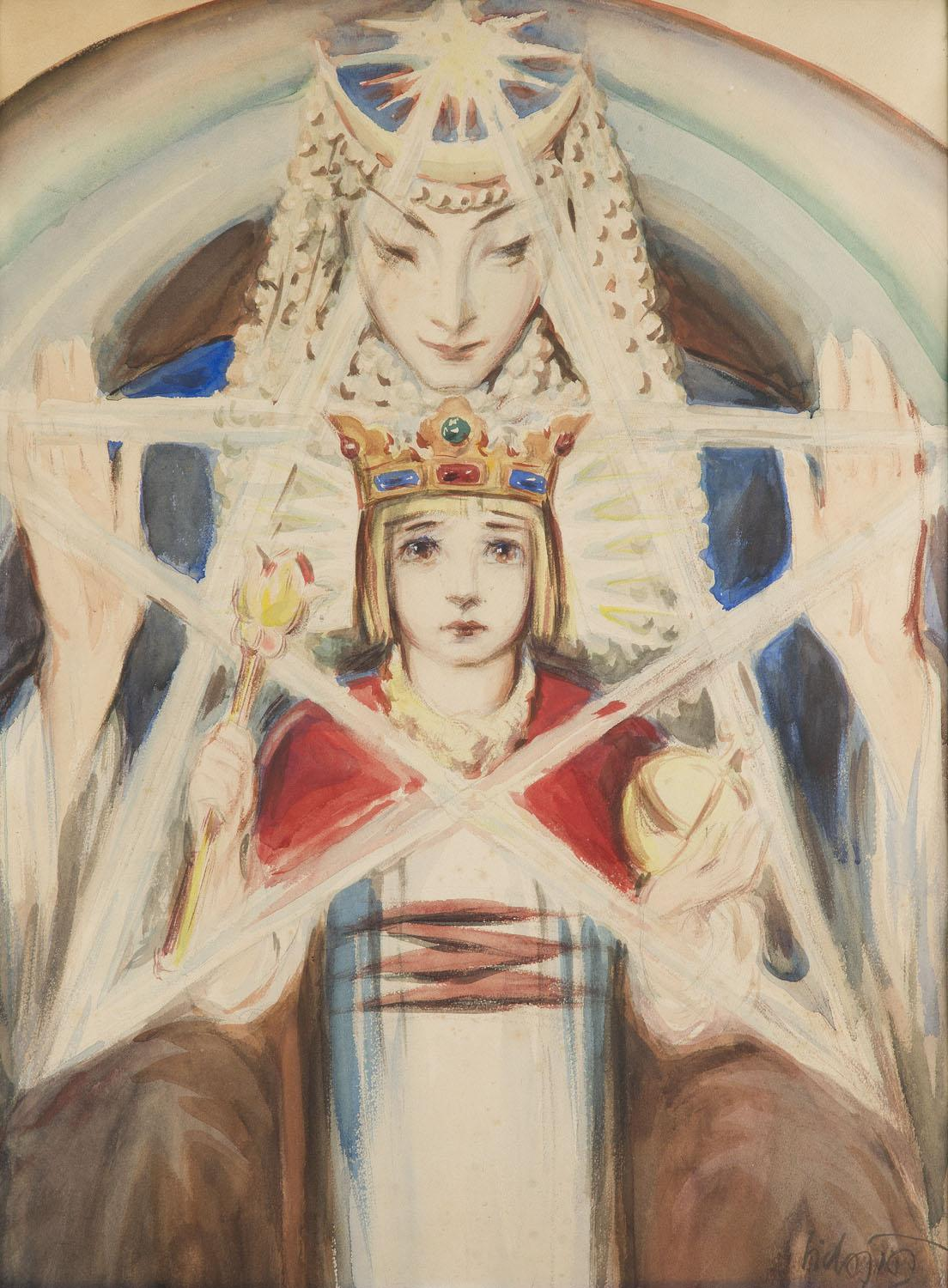
Symbolická scéna, Ištar s Gilgamešem, akvarel a pastelka na papíře, 68 × 50 cm, soukromá sbírka

#### Huculové

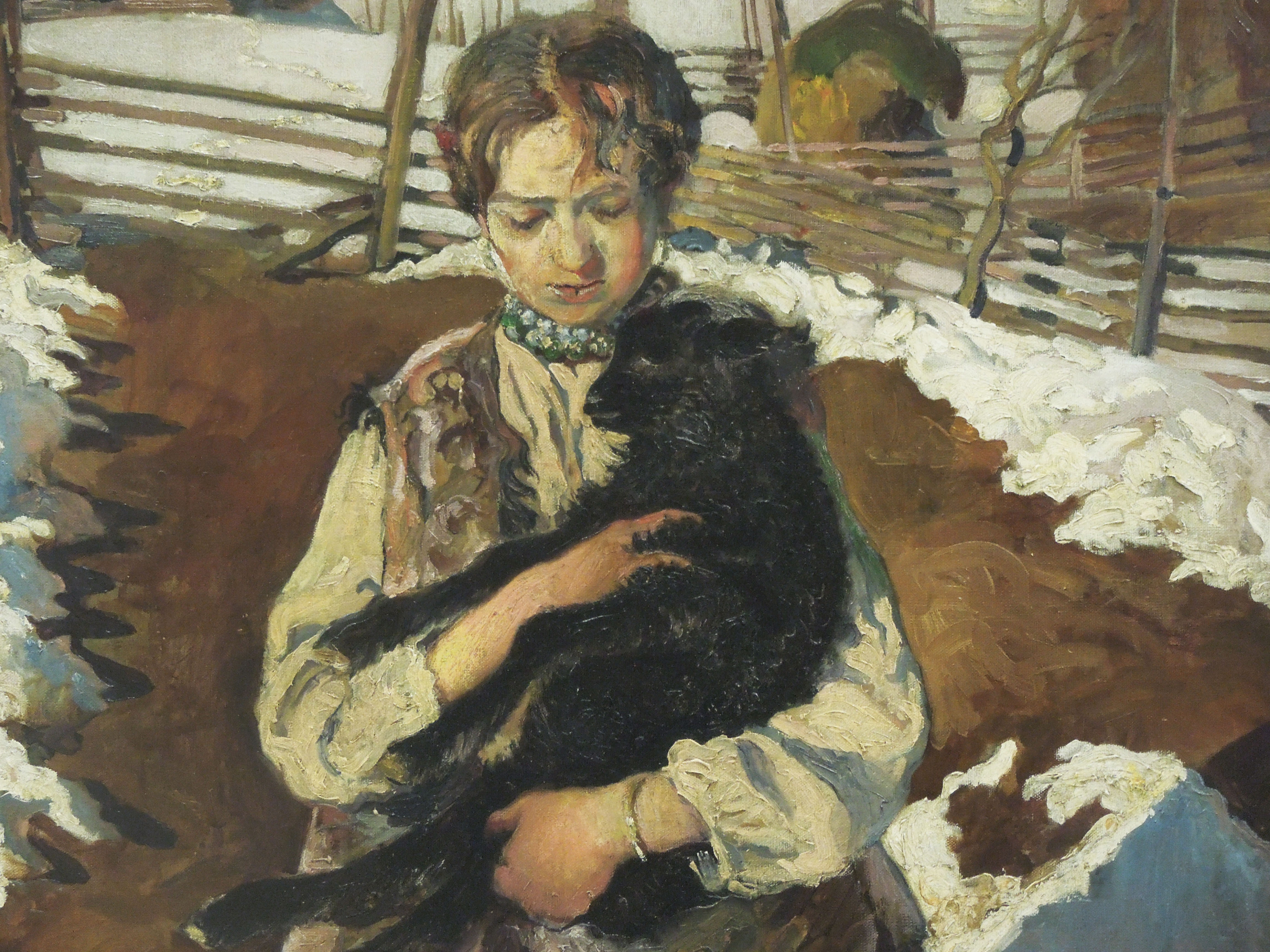
Černý beránek, 1905, Národní muzeum v Poznani
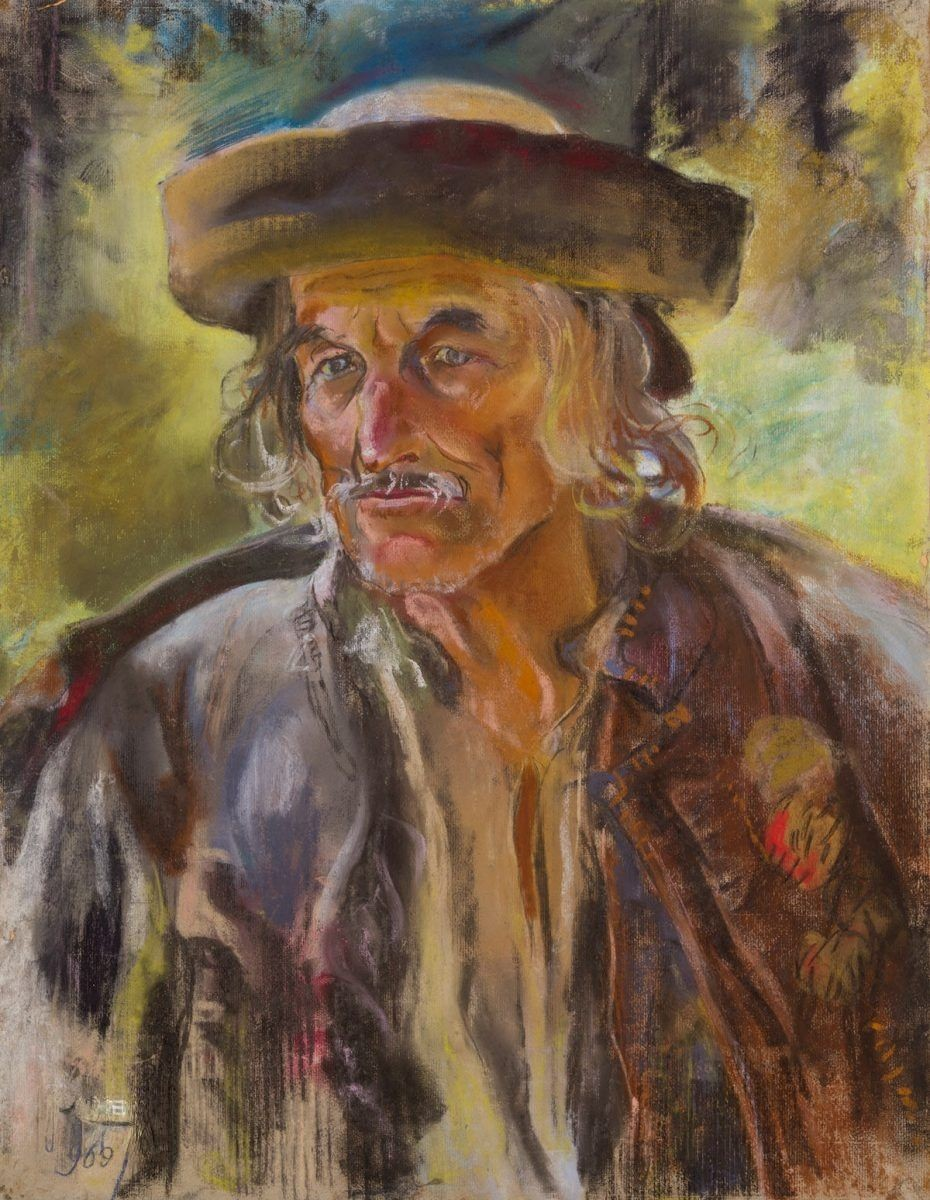
Hucul, 1906, Národní muzeum v Krakově
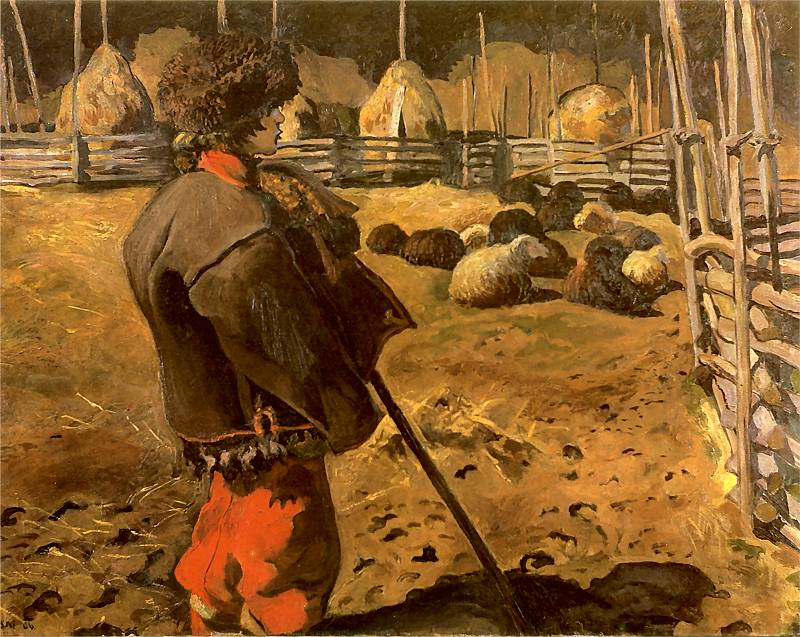
Pastýř, 1906, olej na plátně, 98 × 132 cm, Okresní muzeum Lublin
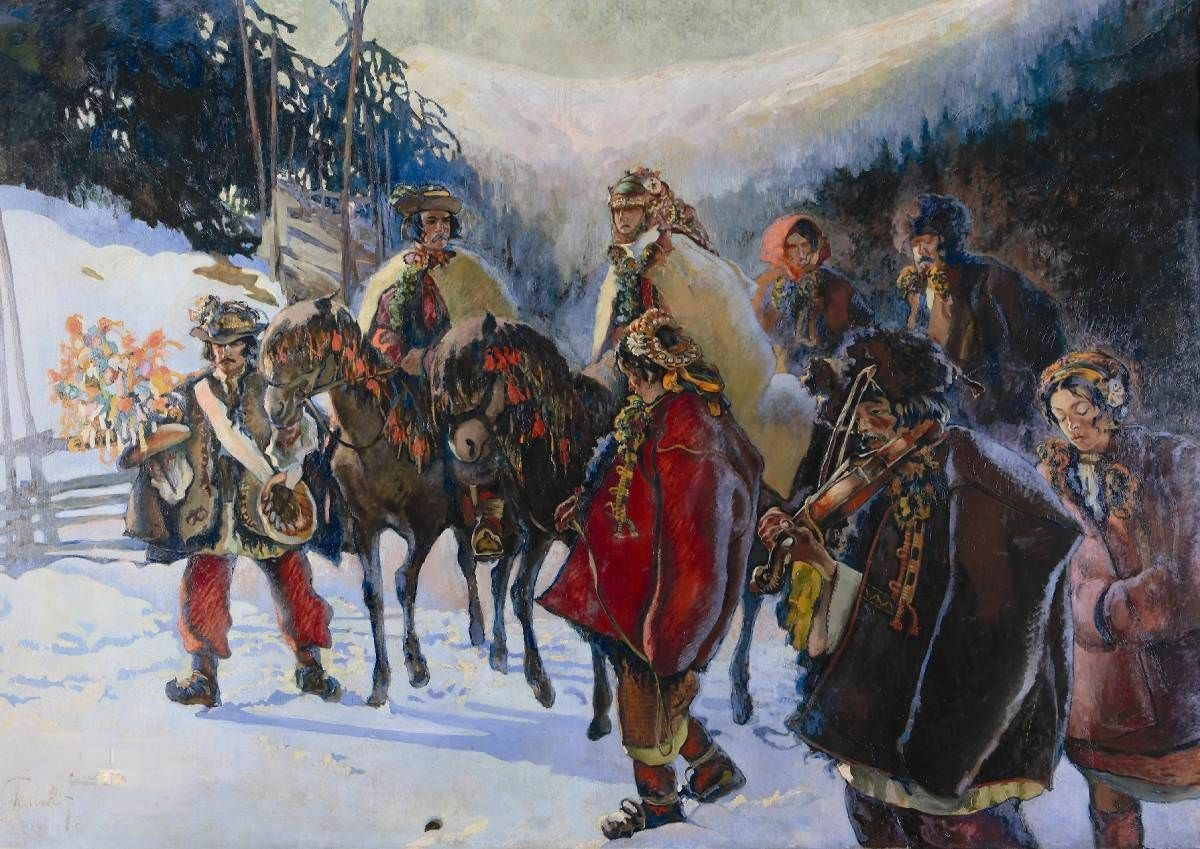
Huculská svatba, 1909, Mazobské muzeum, Plock
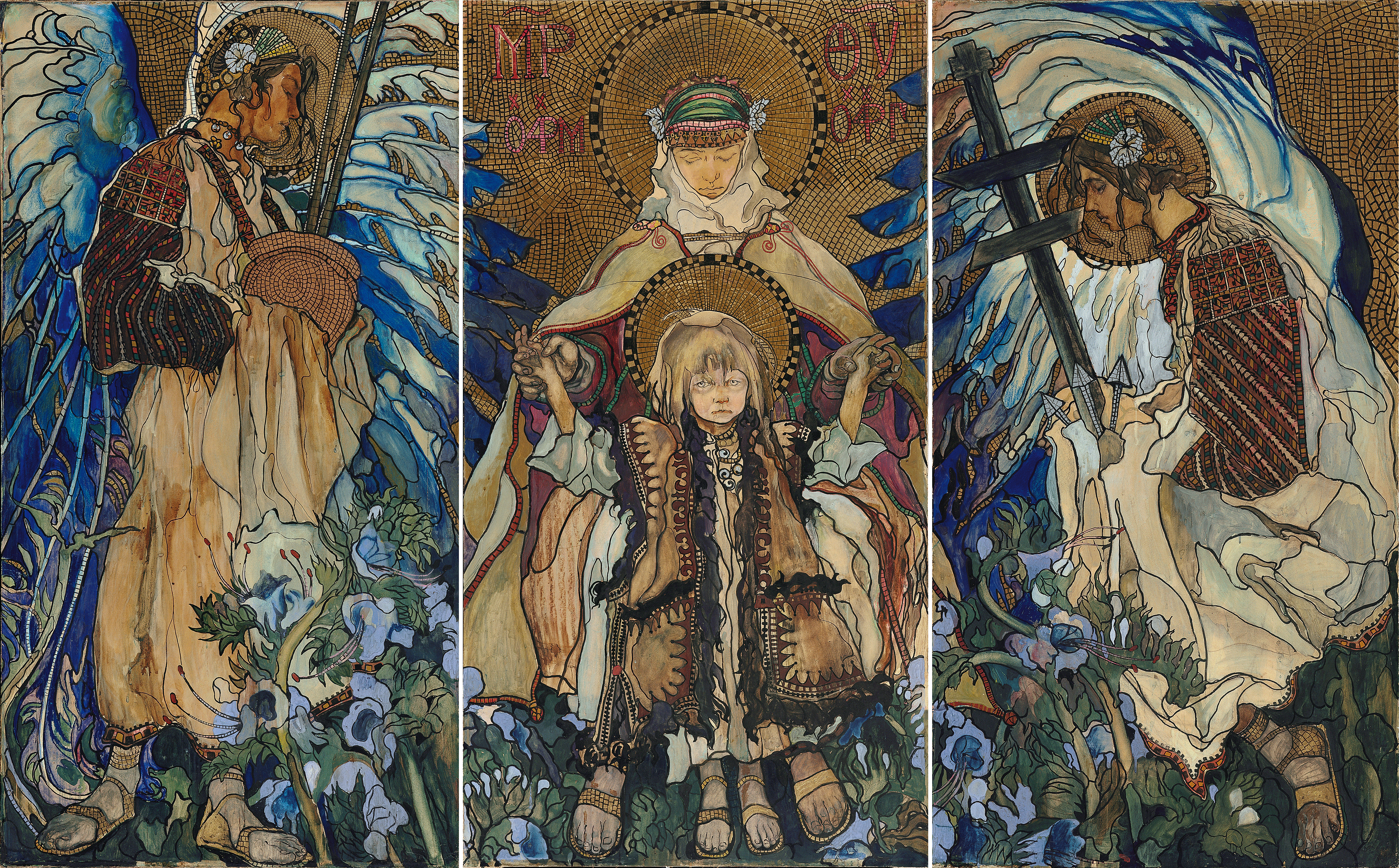
Triptych Huculská Madona, 1909, tempera a pastel na papíře nalepeném na plátně, 167 × 270 cm, Belvedere

### Styly

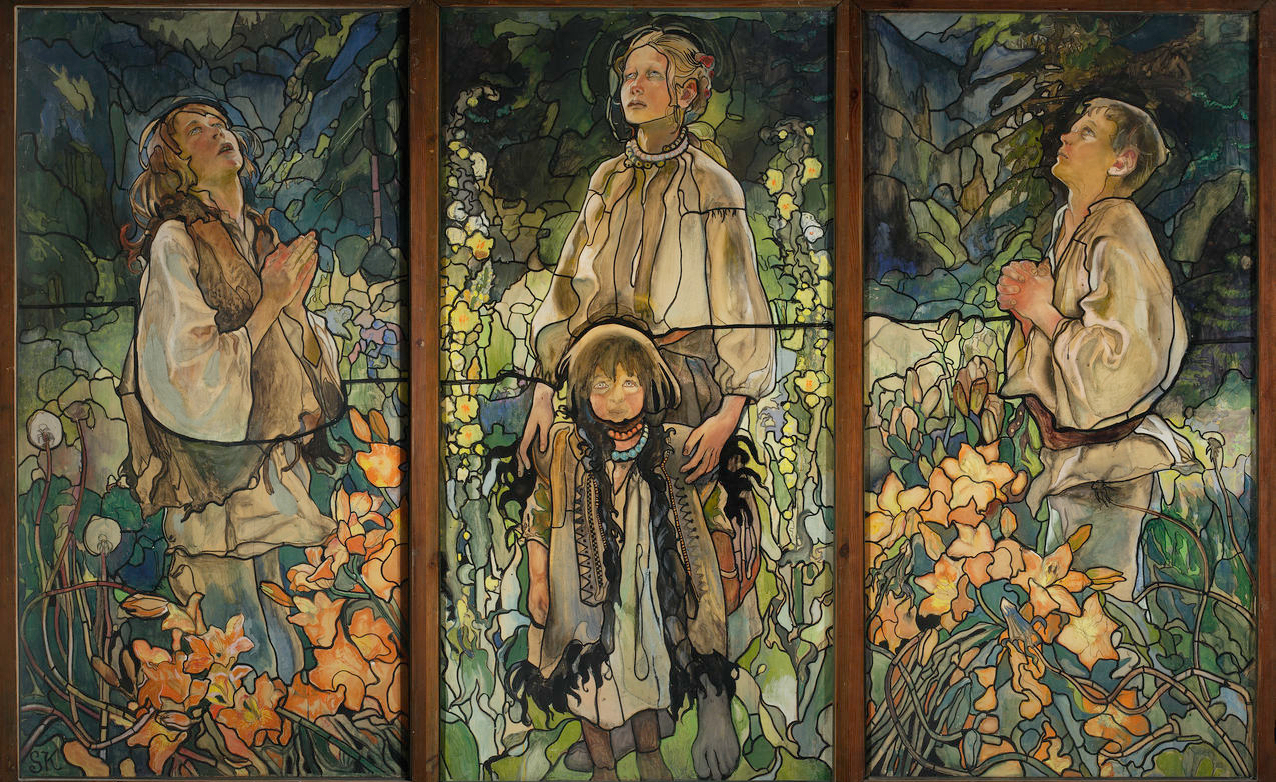
Mladé Polsko: Jarní triptych, 1909, tempera a pastel na kartonu, 145 × 231 cm, Národní muzeum ve Varšavě
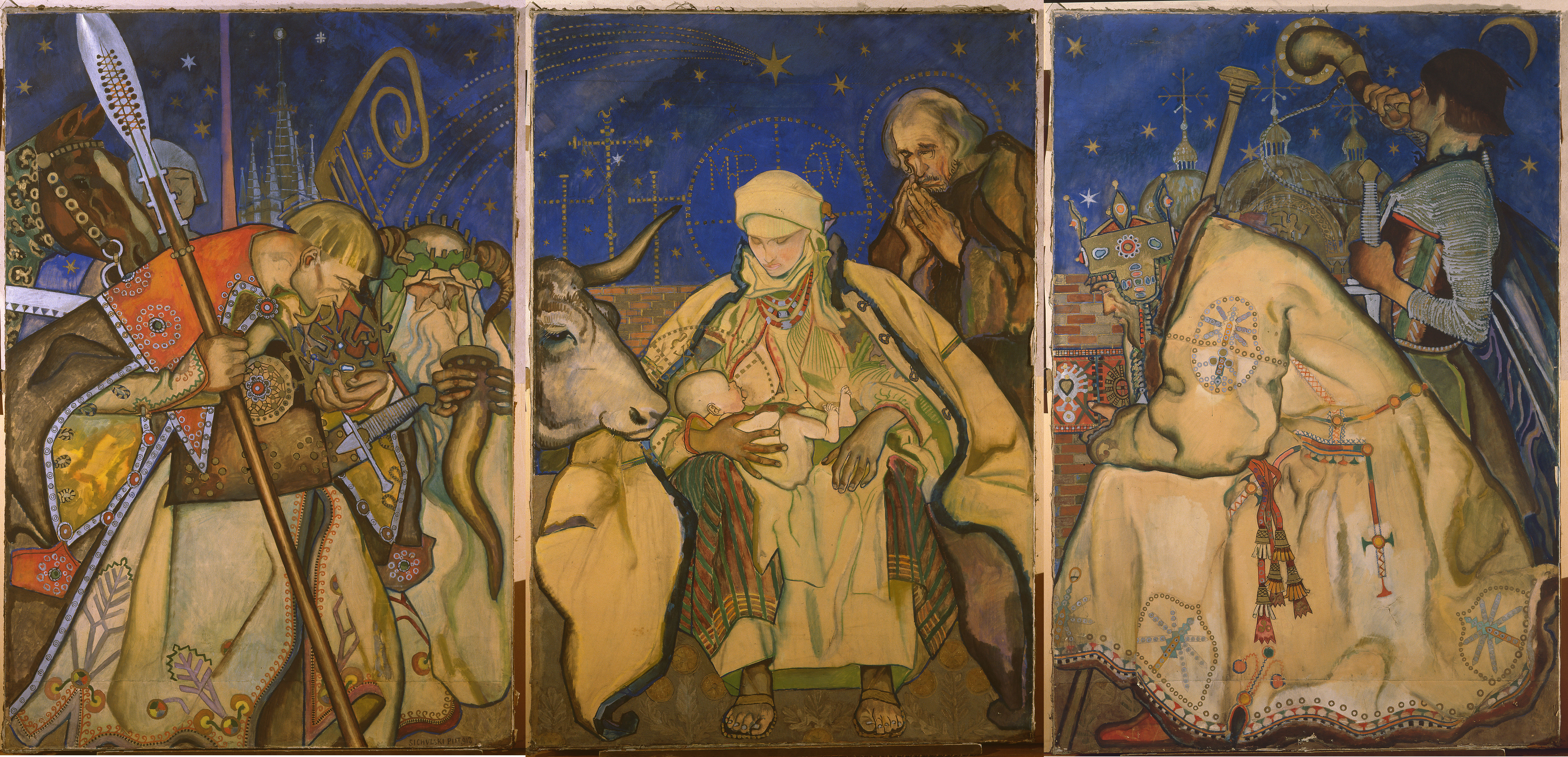
Secese: Triptych Klanění tří králů, 1913, akvarel a tempera na papíře na plátně, 154 × 312 cm, Národní muzeum ve Varšavš
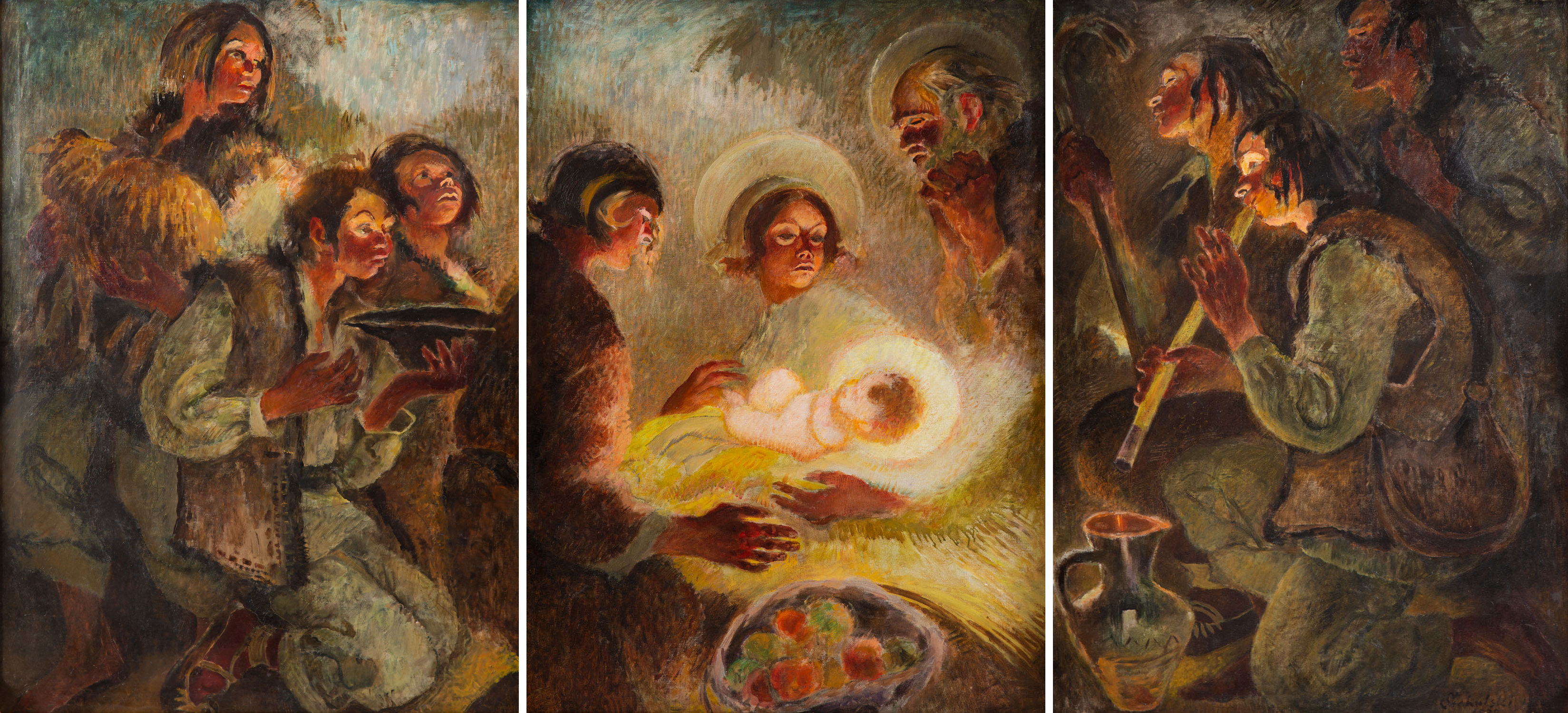
Impresionismus: triptych Klanění pastýřů, 1938, olej na plátně, 102 × 222 cm, soukromá sbírka

### Další díla

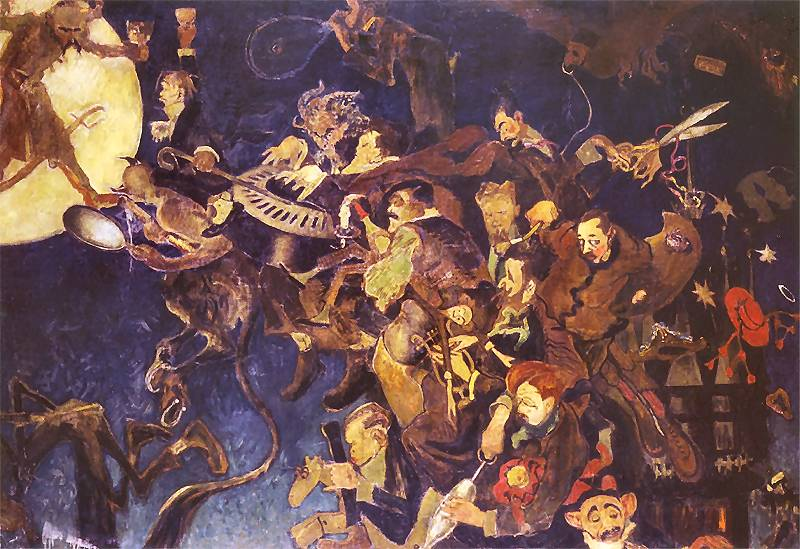
Karikatura U zeleného balónu,  1908, olej na plátně, 147 × 204 cm, Muzeum literatury Adama Mickiewicze, Varšava
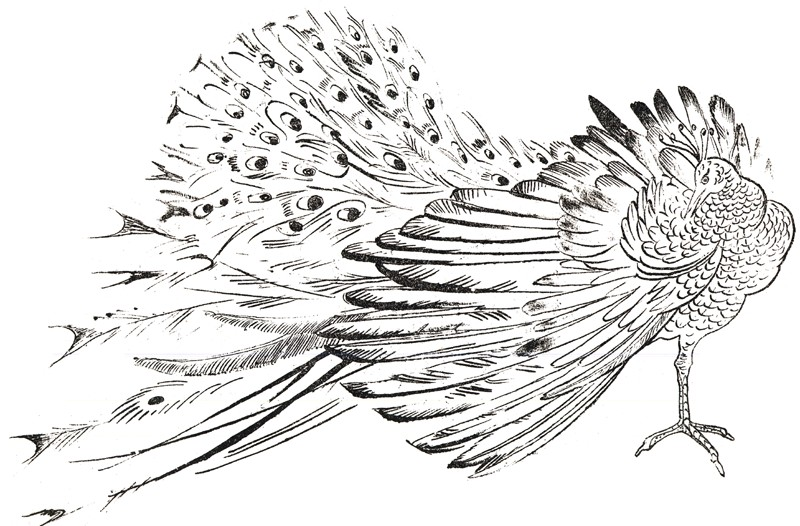
Litografie: Páv, 1925.
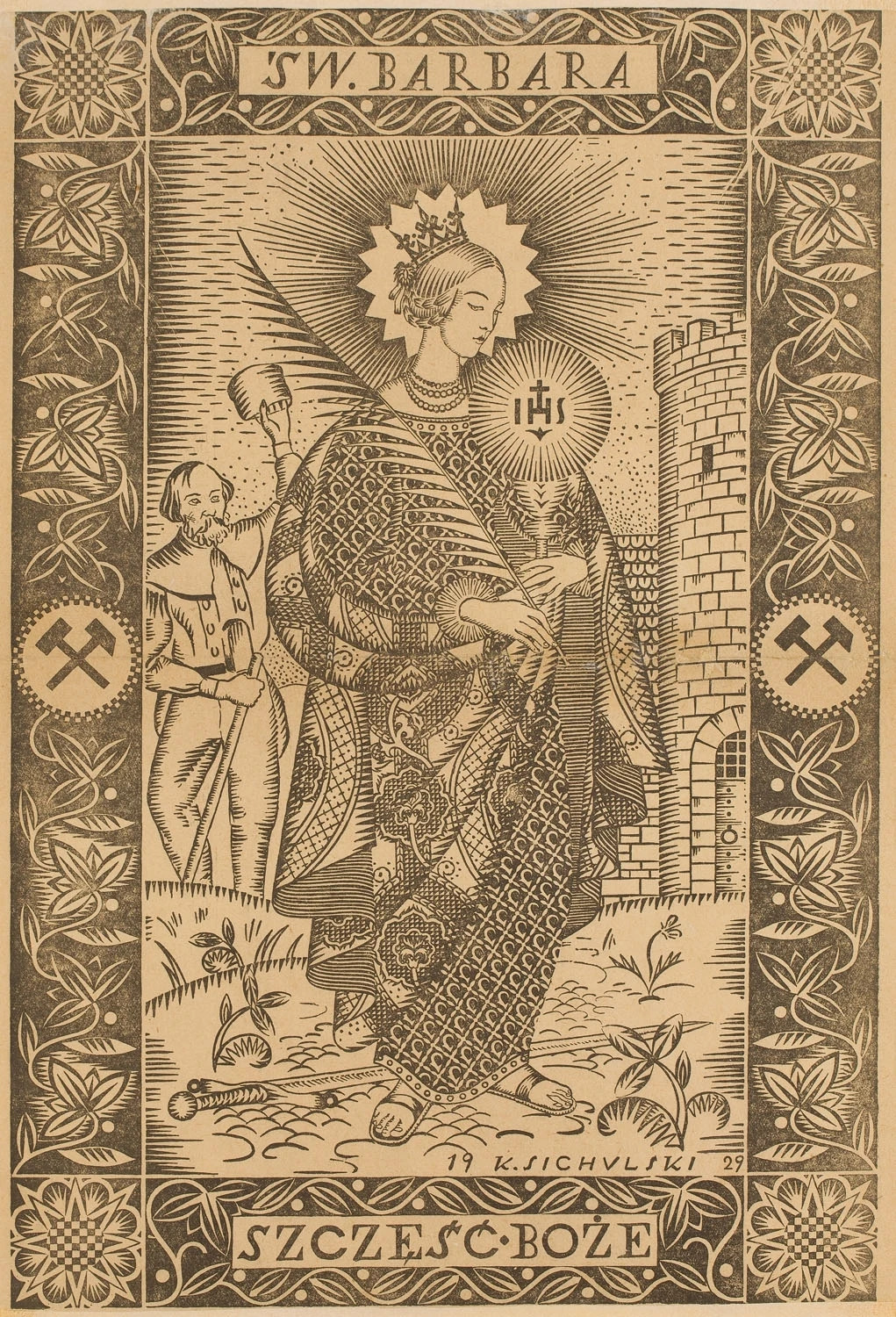
Dřevoryt: Svatá Barbora, 1929, dřevo, 41 × 28 cm, soukromá sbírka